# USC School of Cinematic Arts
La USC School of Cinematic Arts (SCA) è una scuola privata statunitense di cinema e televisione. Fondata a Los Angeles nel 1929 dalla Academy of Motion Picture Arts and Sciences in joint venture con la University of Southern California, si annovera tra le più antiche e prestigiose scuole di cinema degli Stati Uniti.